# Lac de la Marée
Lac de la Marée är en sjö i Kanada.   Den ligger i regionen Nord-du-Québec och provinsen Québec, i den östra delen av landet, 700 km norr om huvudstaden Ottawa. Lac de la Marée ligger 332 meter över havet. Arean är 35 kvadratkilometer. Den sträcker sig 14,4 kilometer i nord-sydlig riktning, och 28,9 kilometer i öst-västlig riktning.
I omgivningarna runt Lac de la Marée växer i huvudsak lövfällande barrskog. Trakten runt Lac de la Marée är nära nog obefolkad, med mindre än två invånare per kvadratkilometer.